# Kintampo-Kultur
Koordinaten: 8° 3′ N, 1° 43′ W

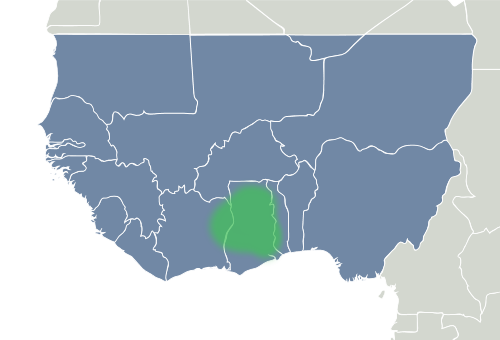
Lage der Ausgrabungsstätten der Kintampo-Kultur in West Afrika

Die Kintampo-Kultur ist eine jungsteinzeitliche Kultur, die vorwiegend in Ghana (zwei Fundplätze liegen in der Elfenbeinküste) belegt ist. Diese Kultur datiert von etwa 2200 bis 700 v. Chr. Die Kultur ist nach dem Ausgrabungsort Kintampo benannt.
Die Kintampo-Kultur ist bisher von ca. 30 Orten bekannt, von denen ungefähr die Hälfte ergraben wurde. Typisch für die Kultur sind kleine, aus weichem Stein bestehende Objekte unbekannter Funktion, die in ihrer Form vage an Zigarren erinnern (eng. 'rasp'), polierter Beile aus grünem Stein, Mikrolithen aus Quarz, polierte oder geschlagene Pfeilspitzen, Mahlsteine, polierte Steinarmringe und Keramik mit stark gerolltem Rand und Kammmuster. Diese ist oft mit Tontieren dekoriert. Hausreste sind selten. Es wird von einer leichten Bauweise der Hütten ausgegangen. In Mumute wurden Granitsteine als Fundamente benutzt.

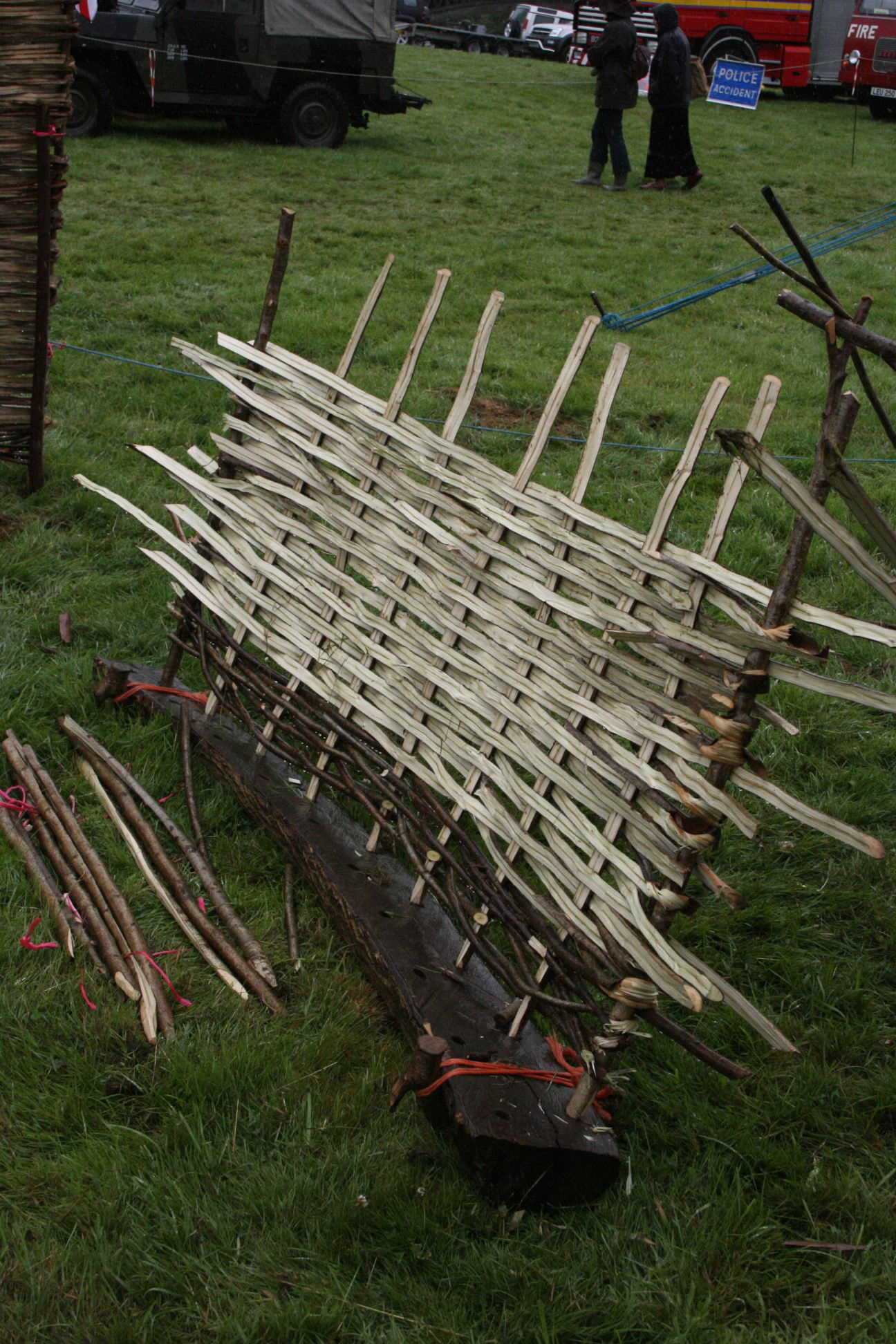
Rekonstruktion eines Wandelementes als Geflecht aus Stroh oder Reisig. Zur Verstärkung wurden Ton und Dung verwendet.

Die Leute der Kintampo-Kultur lebten von Fischen, Jagen, Sammeln von Früchten und pastoraler Haustierhaltung (Schafe, Ziegen und Rinder). Perlhirse, Augenbohnen und Ölpalmen wurden als Nahrungsquellen angebaut, genutzt und seit etwa 3000 Jahren domestiziert.